# オール・シングス・マスト・パス (曲)
「オール・シングス・マスト・パス」（All Things Must Pass）は、ジョージ・ハリスンの楽曲である。1970年11月に発売された同名のアルバムに表題曲として収録された。ビリー・プレストンが1970年に発売したアルバム『エンカレッジング・ワーズ』に「All Things (Must) Pass」というタイトルで収録された楽曲で、1969年1月にビートルズは本作のリハーサルを行っていたが、アルバム『レット・イット・ビー』には未収録となった。1968年末にニューヨークのウッドストックで過ごした後、ザ・バンドとの共同作業による音楽制作からの影響を反映した楽曲となっている。歌詞は、ティモシー・リアリーの詩「All Things Pass」からインスピレーションを受けている。
本作は、ハリスンの最高傑作の1つとされているが、他のビートルズのメンバーに拒絶されたことから、伝記作家や批評家からは批判的な評価を受けている。音楽評論家のイアン・マクドナルドは、本作について「ビートルズが録音しなかった最も生意気な曲」と評し、作家のサイモン・レングは「おそらくビートルズのソロ作品で最も偉大な曲」と評している。フィル・スペクターとの共同プロデュースによる楽曲で、オーケストラ・アレンジを手がけたジョン・バラムのほか、リンゴ・スター、ピート・ドレイク、ボビー・ウィットロック、エリック・クラプトン、クラウス・フォアマンらがレコーディングに参加した。
ビートルズによる正式なレコーディングは行われていないが、1969年にハリスンが録音したデモ音源が1996年に発売された『ザ・ビートルズ・アンソロジー3』に収録されている。アルバム『オール・シングス・マスト・パス』のセッションでの初期バージョンは、2012年に発売された『Early Takes: Volume 1』に収録されている。ポール・マッカートニーは、2002年11月に行われたハリスンの追悼コンサート『コンサート・フォー・ジョージ』で本作を演奏。この他、ジム・ジェイムズ、ザ・ウォーターボーイズらによってカバーされた。

## 背景
ハリスンは、友人であるエリック・クラプトンと共に、ボブ・ディランのバックバンドであったザ・バンドのデビュー・アルバム『ミュージック・フロム・ビッグ・ピンク』に感銘を受けた。1968年7月に発売された同作は2年にわたってシタールを研究していたハリスンが、ギターを主体とした楽曲を書くようになったきっかけとなった。ハリスンはイギリスの音楽メディアで、同作について「アメリカから来た新しいサウンド」と紹介し、ドラマーのリヴォン・ヘルムはこれをきっかけにザ・バンドが国際的な地位を確立したと語っている。ザ・バンドのギタリストであるロビー・ロバートソンは、ハリスンに対して感謝の意を込めて、機会があればニューヨークのウッドストックに立ち寄ってほしいという旨の招待状を出した。
1968年末にアップル・レコードと契約を結んだジャッキー・ロマックスのソロ・アルバムのためにロサンゼルスでセッションをプロデュースを手がけた後、ハリスンは感謝祭と12月の大半をニューヨーク州北部で過ごした。そこでハリスンは、ディランとの友情を再確認し、ザ・バンドと非公式ながらジャム・セッションを行った。ヘルムによると、彼らはクラプトンとのアルバム『Fireside Jam』や、アップル・フィルムズ配給の映画『Zachariah」の制作についての話し合いが行われたが、いずれも企画段階から進展することはなかったとのこと。ニューヨーク州北部での生活の中で、ディランとの初の共作「アイド・ハヴ・ユー・エニータイム」が生み出され、「オール・シングス・マスト・パス」の作曲にも繋がった。ハリスンは、本作について「ロビー・ロバートソン・バンドみたいな曲」とし、いつもヘルムが歌っているのを想像していたと語っている。

## 曲の構成
1987年に音楽ジャーナリストのティモシー・ホワイトと対談した際に、ハリスンは本作の「出発点」をザ・バンドの「ザ・ウェイト」とし、「宗教的でカントリーのような雰囲気の曲だった」と振り返っている。作家のイアン・イングリスは、本作には「ザ・ウェイト」や「オールド・ディキシー・ダウン」をはじめとしたザ・バンドの楽曲に見られるような「様式、リズム、掛留」が取り入れられていると指摘している。

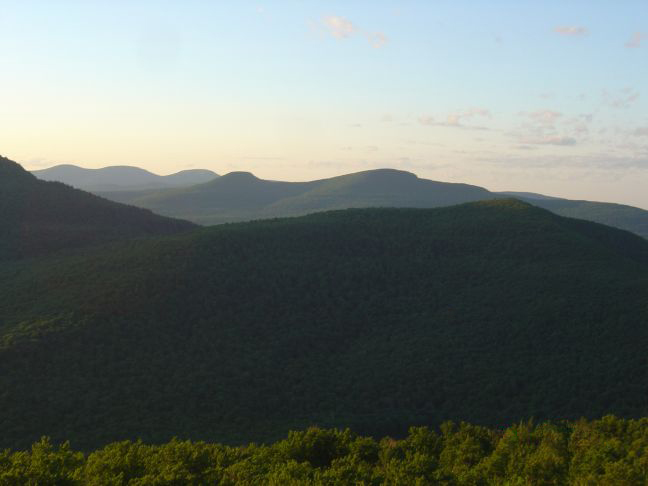
ニューヨーク北部のキャッツキル山地。ザ・バンドの音楽に影響を与えたほか、本作にも影響を与えている。

本作の歌詞は、ティモシー・リアリーが1966年に出版した『Psychedelic Prayers After the Tao Te Ching』に掲載されていた詩「All Things Pass」からインスピレーションを得ていて、1980年に出版された自伝『I・ME・MINE』の中でハリスンは「この曲のアイデアは、リアリーを含む『あらゆる種類の神秘主義者や元神秘主義者』から得た」と述べている。「ヒア・カムズ・ザ・サン」、「ソー・サッド」、「ブロー・アウェイ」などのハリスンの作品と同じく、歌詞は天候や自然の循環に関わるメタファーに基づいている。
ハリスンの伝記作家であるサイモン・レングは、本作の歌詞は「人生における儚い面」と「愛の一過性の性質」を反映したものとしている。イングリスは、本作が「恋の終わり」について歌った曲であることを示唆している。神学者のデイル・アリソンは、レングの論を引き合いに「楽観主義の表われ」と指摘している。
1969年1月にビートルズがトゥイッケナム・フィルム・スタジオでゲット・バック・セッションを開始した際にハリスンは本作を提出したが、歌詞が当時のものからわずかに変更されている。2番目のヴァースの2行目は当初「A wind can blow those clouds away」となっていたが、ジョン・レノンが本作に「ちょっとしたサイケデリア」を取り入れることを目的に「A mind can blow those clouds away」に変更することを提案した。また、「It's not always been this grey」というフレーズは、「It's not always gonna be this grey」に変更された。

## アルバム『オール・シングス・マスト・パス』以前のレコーディング

### ゲット・バック・セッションでのリハーサル
ディランやザ・バンドとともに過ごしたウッドストックでの生活とは対照的に、ビートルズのメンバー間では1968年のアルバム『ザ・ビートルズ』のためのセッション以降、不和が生じていた。1977年にハリスンは「クリスマスのためにイギリスに戻った後、『レット・イット・ビー』の制作に取りかかることになったんだけど…すぐにまた変な雰囲気に包まれたよ。ミュージシャンであることを楽しめるようになってきたというのに、ビートルズに戻った途端にあまりにも苦しくなってしまったんだ」と振り返っている。
トゥイッケナム・フィルム・スタジオでの映画撮影の初日にあたる1月2日、ハリスンは「オール・シングス・マスト・パス」を紹介し、以来ビートルズは4日間の撮影で断続的に本作に取り組んだ。アレンジを模索する中で、ハリスンは「ザ・バンドのような雰囲気」を好むことを強調し、その結果レノンはギターからザ・バンドのガース・ハドソンが好んで使用していたローリーオルガンにパートを変更した。このリハーサル中、ビートルズは当時撮影中であった映画に収録することを目的に、ハリスンが本作をソロで演奏するというアイデアについても話し合っていた。
1月末に本作に再び取り組むこととなったが、この頃には場所がロンドン中心部にあるアップル・スタジオに移してセッションが行われていた。これは、1月10日をもって一時的に脱退していたハリスンを再びビートルズに迎え入れるための条件の1つであった。ビートルズは本作に対してかなりの時間を割いたが、最終的には保留となった。『ローリング・ストーン』誌のデビッド・フリックは、この時期のハリスンについて「ビートルズの中で、またビートルズのために曲を書くという恩着せがましい制約に対するあがき」と述べている。サルピーとシュヴァイクハートは、著書『Get Back: The Unauthorized Chronicle of the Beatles' Let It Be Disaster』で「レノンとマッカートニーは、ハリスンの曲が『自分の曲よりもはるかに優れている』と判断したときも、たびたびハリスンの曲を没にしていた」と書いている。
その後、ビートルズとして「オール・シングス・マスト・パス」の正式なレコーディングを行うことはなく、リハーサル音源のみがセッションからの海賊盤で流通している。2003年に発売された『レット・イット・ビー...ネイキッド』に付属のボーナス・ディスク『Fly on the Wall』には、本作の一部が収録されている。

### ハリスンによるデモ音源
1月28日にアップル・スタジオで行われたセッションで、ハリスンはレノンとオノ・ヨーコに「ビートルズというものをより大事にしたい」という理由から、自身の未使用の楽曲を集めたソロ・アルバムを制作することについて話した。レノンは、ハリスンのこのアイデアに賛同。作家のブルース・スパイザーは、レノンはバンドがハリスンの曲に取り組まなければならないことを「惜しむ」ことに熱心だったことを示唆しているが、サルピーとシュヴァイクハートは、レノンの熱意はソロ・プロジェクトにより、自身とオノが「ビートルズ内で軋轢なく」自分たちのレコーディング活動を続けることができるからだと考察している。
26歳の誕生日にあたる1969年2月25日、ハリスンは1人でEMIレコーディング・スタジオに入り、本作と「オールド・ブラウン・シュー」と「サムシング」の3曲のデモ音源を録音した。ケン・スコットをレコーディング・エンジニアに迎え、「オール・シングス・マスト・パス」を2テイク録音し、テイク2にエレクトリック・ギターが追加された。この時に録音されたデモ音源は、1996年に発売された『ザ・ビートルズ・アンソロジー3』に収録された。

### ビリー・プレストンによる演奏
ハリスンがソロ・アルバムの制作について公に語り始めて間もなく、ハリスンは「オール・シングス・マスト・パス」と「マイ・スウィート・ロード」の2曲をビリー・プレストンのアルバム『エンカレッジング・ワーズ』のために提供した。プレストンはハリスンの誘いを受け、アップル・スタジオでのゲット・バック・セッションの再開時よりキーボーディストとして参加し、その優れた音楽性と陽気な存在感で印象づけられていた。プレストンは、すぐにアップル・レコードとのレコーディング契約を提案され、『エンカレッジング・ワーズ』はその契約のもとでの2作目のアルバムとなった。
ハリスンとの共同プロデュースによるプレストンの「オール・シングス・マスト・パス」の朗読は、レイ・チャールズへの恩義を感じさせる内容となっている。プレストンによる演奏バージョンは、ビートルズの解散から5か月後にあたる1970年9月に発売された。

## アルバム『オール・シングス・マスト・パス』のセッション
プレストンのアルバムのプロデュースを終えた後、ハリスンはソロ・デビュー作となる3枚組のアルバム『オール・シングス・マスト・パス』の表題曲として、本作を自分で録音することを決めた。本作について「すべてのものの死について歌った心に響く賛美歌」と評した作家のエリオット・ハントリーは、1970年7月に長い闘病生活の末に母親を亡くしたこともあり、ハリスンの演奏にはさらなる切なさが加わっていることを指摘している。
ハリスンは、共同プロデューサーとしてフィル・スペクターを迎えて、5月26日から6月初旬にかけてEMIレコーディング・スタジオでベーシック・トラックを録音した。録音には、リンゴ・スター、ピート・ドレイク、ボビー・ウィットロック、エリック・クラプトン、クラウス・フォアマンらが参加。レングは、本作におけるピアノの奏者をボビー・ウィットロックとしているが、ウィットロックは2010年に出版した自伝の中で、本作でピアノを弾いたのはプレストンであり、自身の貢献はハーモニウムであったと述べている。レングは、ハリスンとクラプトンがアコースティック・ギター、スターとジム・ゴードンがドラムを演奏したとしているが、ウィットロックによるとクラプトンとゴードンは本作の演奏には参加していないとのこと。本作にオーバー・ダビングされた要素の中には、ドレイクによるペダル・スティール・ギターが含まれている。
本作のセッション中にスペクターが常軌を逸した行動をとったことにより、ハリスンがプロジェクトの大半を1人でこなすこととなったが、1970年8月にハリスンの初期段階のミックスのテープを受け取ったスペクターは、ハリスンに書面によるフィードバックと指導を行った。この際にスペクターは本作について「とてもいい曲だから、君がどんな実直な（ボーカル）パフォーマンスをしても、僕としては受け入れられるよ」と書いているが、曲の冒頭のホーンのパートについては否定的な意見を述べている。しかしながら、このホーンのパートはそのまま残されることとなった。
本作は、イングリス曰く「不変的に安定した」ピアノ・コードで始まり、レング曰く「繊細な」ストリングスのオーケストレーションと、ホーン・セクションとペダル・スティール・ギターが加わってくる。イングリスは、本作のアレンジについて、「ハリスンの歌詞に見られる希望と憂鬱の相反する印象を反映している」と述べている。キャッツキル山脈でのセッションに忠実な本作のレコーディングは、ザ・バンドの「ザ・ウェイト」やバンド名を冠した2作目のアルバムを想起させる演奏となっている。

## リリースとアルバムのアートワーク
ハリスンが本作を書いてから約2年後の1970年11月に3枚組のアルバム『オール・シングス・マスト・パス』が発売され、本作はC面の最後を締めくくる楽曲として収録された。アルバム『オール・シングス・マスト・パス』は商業的に大成功を収め、同時期に発売されたレノンやマッカートニーのソロ作品を上回る売り上げを記録した。
本作のタイトルは、「ビートルズの終焉を表したもの」と見られ、一部のコメンテーターはアルバムを「バンド内で課せられた芸術的な制約からの解放」と解釈した。アルバムのジャケット写真は、ハリスンがフライアー・パークの芝生に座っていて、その周りに4体匹のガーデン・ノームが横たわっているというデザインになっている。アルバム制作中にハリスンの母親が死去していることから、元『モジョ』誌の編集者であるポール・デュ・ノワイエは、「新たな関連性を帯びてきた」としたうえで、「1970年11月時点で、このタイトルの意味を勘違いしていた人はいないだろう。まるでアイデアの関連づけを強めるかのように、皮肉たっぷりのカバー写真では、ジョージが孤独な輝きを放ち、4体のノームに囲まれている」と述べている。2001年のインタビューで、写真家のバリー・ファインスタインは「All Things Must Pass」という言葉が写真のセットアップのヒントになったことを認め、「他に何があると言うんだ？ビートルズは終わったんだよ？それでこのタイトル…すごく象徴的だ」と語っている。

## 評価
発売当時、『ローリング・ストーン』誌のベン・ガーソンは「オール・シングス・マスト・パス」について「雄弁に希望と諦めを表現している」と評し、アルバムについて「山の頂上と広大な地平線の音楽」と定義づけた。作家のニコラス・シャフナーは、著書『The Beatles Forever』でビートルズ解散後のハリスンが元バンドメイトに対して商業的観点・批評的観点ともに優位に立っていたことに言及し、「ビートルズがジョージの才能の開花を隠していたことが、彼の秘密兵器となった」と書いている。シャフナーは、「オール・シングス・マスト・パス」と「ビウェア・オブ・ダークネス」の2曲を、アルバムの中で「音楽的な面でも歌詞の面でも」最も雄弁な曲として挙げており、「神秘的で魅惑的なメロディーの上に、色褪せたストリングスやホーン・セクションがブルー・ジェイ・ウェイの霧のように漂っている」と評している。
2000年に『ローリング・ストーン』誌に寄稿したアンソニー・デカーティスは、本作について「『信仰の甘美な満足感』を音楽的に示している」と称賛している。オールミュージックのリッチー・アンターバーガーは、「良いときも悪いときも無常であることをシンプルかつダイレクトに表現していて、ビートルズの『レット・イット・ビー』に見られるような信仰と安心感のメッセージと音色には遠く及ばないが、『レット・イット・ビー』に比べて、より消極的で諦めに満ちている。木々の葉がむしり取られ、日が短くなり、寒くなっていく11月の雰囲気にぴったりの曲で、数か月もの間それらの点で厳しい状況が続くことを覚悟しつつ、春になればその苦難も過ぎ去っていくことを知っている」と述べている。ゲイリー・ティラシーは、著書『Working Class Mystic: A Spiritual Biography of George Harrison』の中で、本作を「壮大なタイトル・トラック」とし、「最も軽薄なリスナーですら思索にふける」と述べている。Webサイト「Ultimate Classic Rock」のマイケル・ガルッチは、「Top 10 George Harrison Songs」の中で、「マイ・スウィート・ロード」と「美しき人生」に次ぐ第3位に本作を挙げ、「ハリスンの死去後、より切実さを増しているが、いつだって素晴らしい曲だ」と評している。『ラフガイド』誌に寄稿したクリス・インガムは、「年を追うごとに切なさが増していくような、意味ありげな予知能力を持った胸のすくような作品」と評している。
ハリスンの伝記作家の1人であるサイモン・レングは、「オール・シングス・マスト・パス」について「ハリスンの歌詞の不明瞭さの典型で、本質的には希望に満ちた曲だが、そんなふうには聴こえない」とし、歌詞について「ボブ・ディランのスタンダードに近い」としている。イアン・イングリスも、歌詞について「ハリスンの最も洞察力に富んだ、物思いに耽るような言葉が含まれている。『Daylight is good at arriving at the right time』という一節は、彼にありふれたものの中に奥深いものを位置づける能力があることを示す良い例だ」と評している。エリオット・ハントリーは、本作を「最高ではなくとも、ハリスンの『最も美しい』曲の1つ」とし、「曲の背景にある感情が、ビートルズが録音した最後のアルバム『アビイ・ロード』（1969年）の『適切な締めくくり』になっただろう」と評している。
ブルース・スパイザーも、本作をハリスンのキャリアにおけるハイライトと評価しており、レングは「おそらく最も偉大なビートルズのソロ曲」という考えを示している。音楽評論家のイアン・マクドナルドは、著書『Revolution in the Head』の中で「ビートルズが録音しなかった最も生意気な曲」と書いている。2009年にガーディアン紙は、「Life and death: 1000 songs everyone must hear」と題したリストに本作を加えている。

## ライブでの演奏やその後のリリース
「オール・シングス・マスト・パス」は、1971年に行われたチャリティ・コンサート『バングラデシュ難民救済コンサート』の演奏曲の候補に挙げられたものの、最終的に演奏されることはなかった。1997年5月14日にニューヨークで撮影されたVH1の『Hard Rock Live』でラヴィ・シャンカルとともに出演したことを皮切りに、晩年にテレビカメラの前で本作を2度生演奏した。2人は共同作品『Chants of India』のプロモーションのために番組に出演していたが、司会者のジョン・フーゲルサングに促されるかたちで、ハリスンはアコースティック・ギターを受け取り、「オール・シングス・マスト・パス」の短縮バージョンを演奏した。2000年末、ハリスンはフライアー・パークの芝生でスツールに座って本作を演奏し、この時の演奏は翌年初頭に発売された『オール・シングス・マスト・パス』の30周年記念エディションのプレスキットに含まれた。
2001年の再発盤とともに、本作はプロモーション・シングル『マイ・スウィート・ロード』のB面曲として発売された。その後、2009年に発売された『レット・イット・ロール ソングス・オブ・ジョージ・ハリスン』にも収録された。
2011年に公開されたドキュメンタリー映画『ジョージ・ハリスン/リヴィング・イン・ザ・マテリアル・ワールド』では、同作で最初に登場する楽曲となっており、第二次世界大戦におけるドイツ軍によるイギリス空襲のシーンで使用されている。また、1970年に録音された本作のデモ音源が、イギリスで発売された同作のDVDのデラックス・エディションに付属のCDに収録され、2012年5月に全世界で発売された『Early Takes: Volume 1』にも収録された。

## カバー・バージョン
スティーヴ・ウッドとダニエル・メイは、1998年に公開したドキュメンタリー映画『エベレスト』のサウンドトラックにハリスンの楽曲のメロディを取り入れており、その中にも「オール・シングス・マスト・パス」も含まれている。
2002年11月29日にロイヤル・アルバート・ホールで開催されたハリスンの追悼コンサート『コンサート・フォー・ジョージ』では、ポール・マッカートニーがクラプトン、フォアマン、スターらと共に「オール・シングス・マスト・パス」を演奏。クラプトンは本作を「コンサート全体のキーとなる曲」としている。レングはマッカートニーが本作を演奏することについて皮肉を述べていて、ビートルズの伝記作家であるピーター・ドゲットは「マッカートニーがバンドを率いて『オール・シングス・マスト・パス』をソウルフルに演奏している時のハリスンの皮肉を想像するのは難しくなかった。なにしろ1969年1月に他のビートルズが真剣に取り組むことを拒否した曲の1つだからだ」と書いている。
ハリスンの死後、多数のアーティストが「オール・シングス・マスト・パス」のカバー・バージョンを録音している。ボビー・ウィットロックと妻のココ・カーメルは、2003年に発売したアコースティック・ライブ・アルバム『Other Assorted Love Songs』に本作を収録している。ジャズ・ギタリストのジョエル・ハリスンは、2005年10月に発売したアルバム『Harrison on Harrison: Jazz Explanations of George Harrison』で本作をカバー。2009年に発売されたジム・ジェイムズのEP『Tribute To』には、2001年12月に録音されたものの未発表となっていた本作のカバー・バージョンが収録された。また、2009年にはクラウス・フォアマンがアルバム『A Sideman's Journey』にカバー・バージョンを収録した。

## クレジット
※出典
- ジョージ・ハリスン - ボーカル、アコースティック・ギター、スライドギター[27]、バッキング・ボーカル
- エリック・クラプトン - アコースティック・ギター、バッキング・ボーカル
- ピート・ドレイク（英語版） - ペダル・スティール・ギター
- ビリー・プレストン - ピアノ[67]
- ボビー・ウィットロック - ハーモニウム[66]、バッキング・ボーカル
- クラウス・フォアマン - ベース
- リンゴ・スター - ドラム、タンバリン
- ジム・ゴードン - ドラム
- ボビー・キーズ - サクソフォーン
- ジム・プライス - トランペット、トロンボーン[67]、ホーン・アレンジ
- ジョン・バラム（英語版） - ストリングス・アレンジ